# Apsilochorema gisbum
Apsilochorema gisbum là một loài Trichoptera trong họ Hydrobiosidae. Loài này komt voor in het Oriëntaals en Australaziatisch gebied.